# 顏滄波
顏滄波（Tsang-Po Yen，1914年5月15日—1994年2月17日），生於日治台灣臺北廳基隆支廳（今基隆市），出身望族基隆顏家，是台灣知名地質學家；曾任教於國立中央大學和國立臺灣大學。

## 生平

### 早年
顏滄波於1914年生於台灣基隆市，是臺陽礦業社社長顏國年的次子。於1935年畢業於台北高校。原本在當年4月註冊就讀臺北帝國大學農藝化學科，以在未來投入製糖工業，但後來為了幫忙家業，不久便轉至地質學古生物講座就讀，師從地質學家，也是其父顏國年的朋友早坂一郎。在臺北帝國大學就讀期間曾參加1935年新竹台中地震的調查。1938年以論文「臺北州三峽地區的地質研究」獲得臺北帝國大學理學士。日治時代從古生物學部畢業的學生僅有顏滄波和另一位台灣地質學家林朝棨。

### 職業生涯
顏滄波於臺北帝國大學畢業後，在臺陽礦業的調查課服務。1942年經林朝棨介紹，前往北京大學地質系任教至1946年。
1946年7月，顏滄波回到台灣後進入臺灣省地質調查所（今經濟部中央地質調查所）任職。並曾在國立臺灣大學兼課。1954年以論文「臺灣變質岩的研究」獲得北海道大學理學博士學位（論文博士，並未實際前往北海道大學留學）。

### 家庭
夫人為士林望族簡敦洽之女簡淡月，有子顏晃徹，後為清大物理系教授。

### 晚年

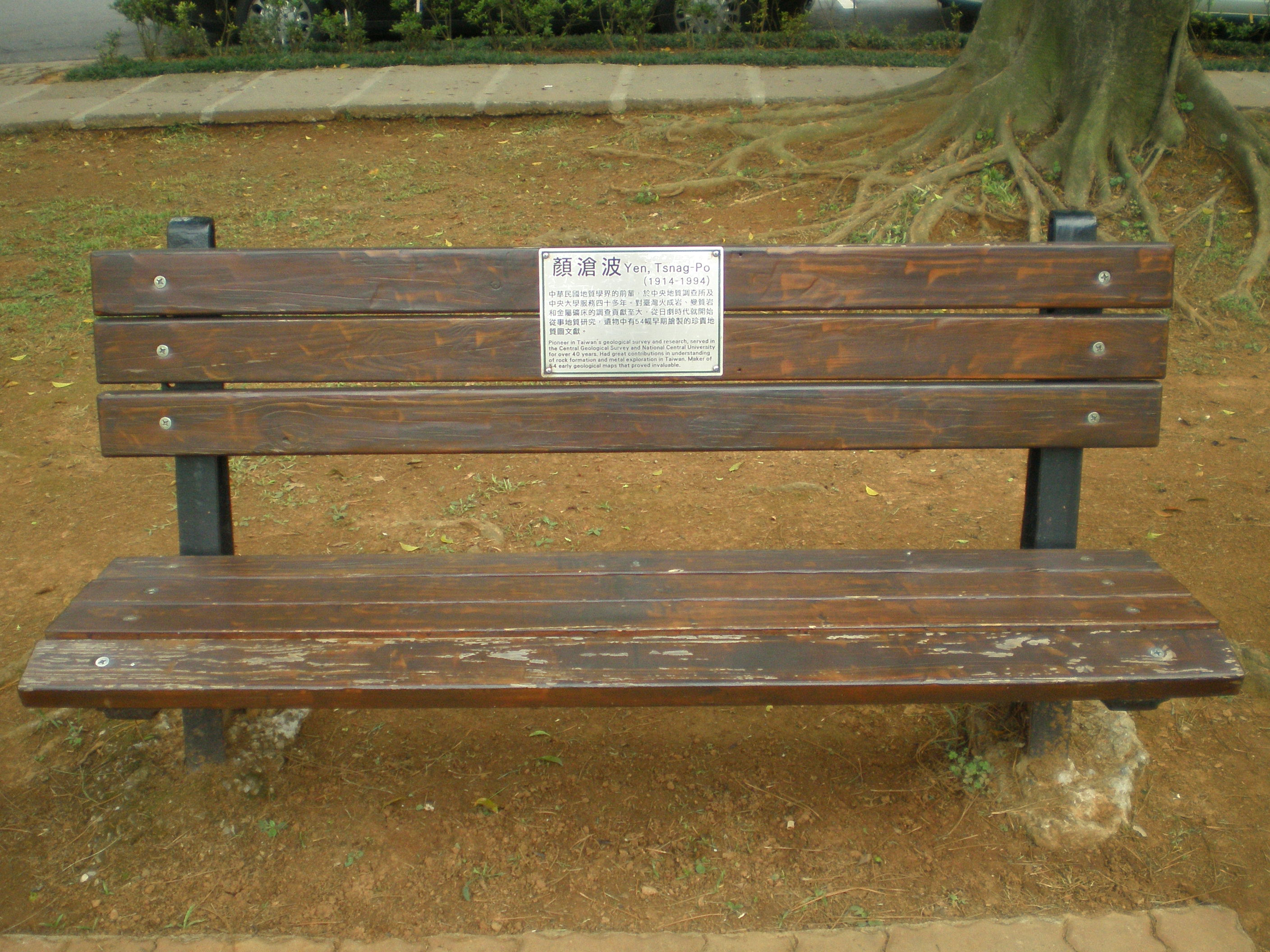
國立中央大學校內介紹顏滄波的「大師座椅」。

1974年顏滄波自臺灣省地質調查所退休，前往國立中央大學地球物理研究所擔任所長。1981年並擔任國立中央大學圖書館主任，1984年自國立中央大學退休。1994年2月因胃癌去世。

## 研究
顏滄波的研究主要是台灣的礦物、岩石、溫泉與礦床的調查。晚期更引進地球物理方法進行地質構造研究。

## 著作
- 《地質生涯一甲子: 臺灣地質調查先驅顏滄波教授》，顏滄波，中華民國鑛業協進會，2008年，ISBN 9789868410503。
- 《地球物理學在台灣》，戴運軌、顏滄波，華岡出版有限公司。

期刊論文兩百餘篇。

## 紀念
2015年，台灣研究團隊在阿根廷的隕石中發現新礦物，並將該礦物命名為「滄波石」（Tsangpoite）紀念顏滄波。